# FFH-Gebiet Hobbersdorfer Gehege und Brammersöhlen

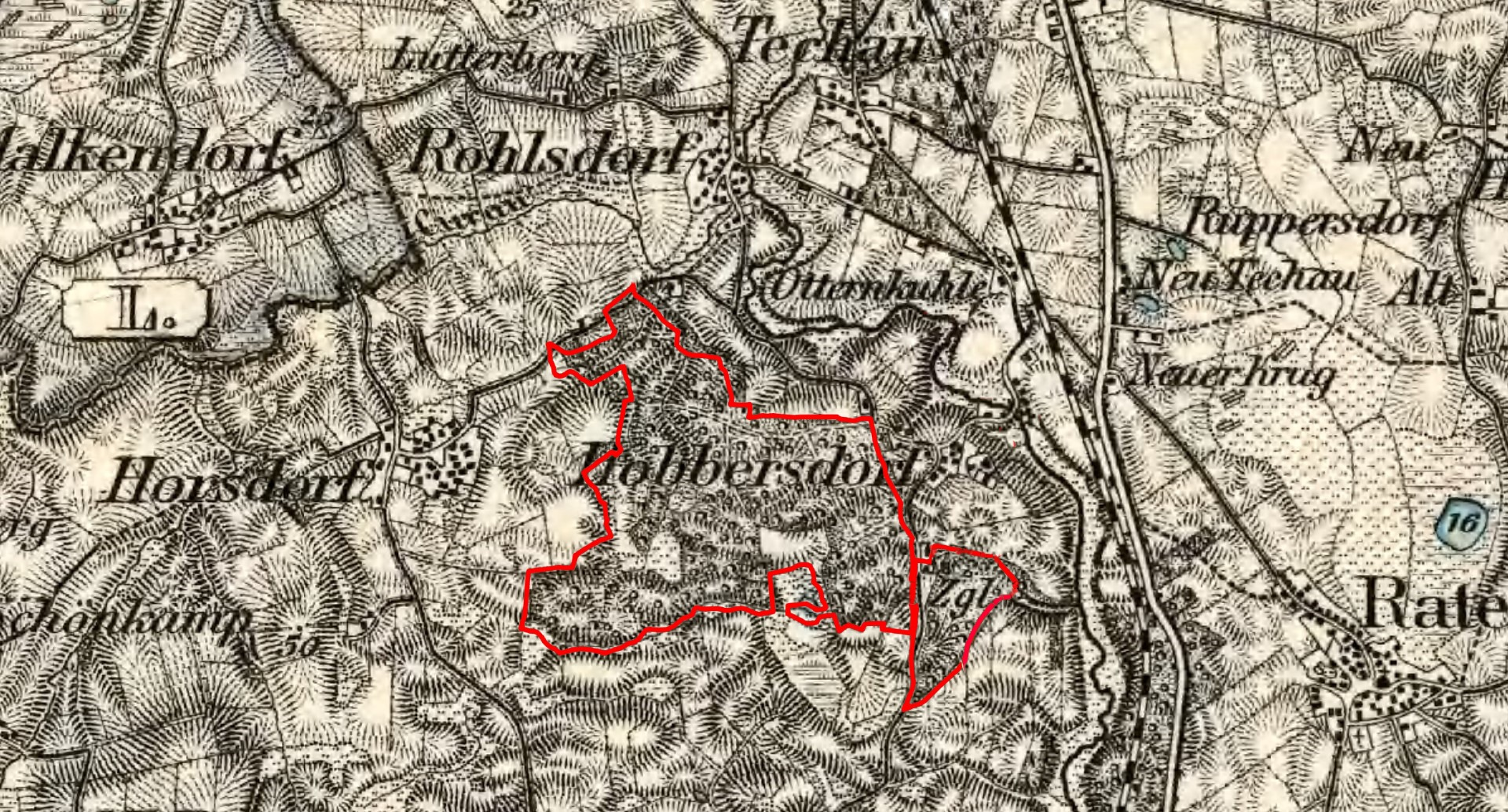
Bild 1ː Hobbersdorfer Gehege und Brammersöhlen um 1893. Rot umrandet das heutige FFH-Gebiet Hobbersdorfer Gehege und Brammersöhlen

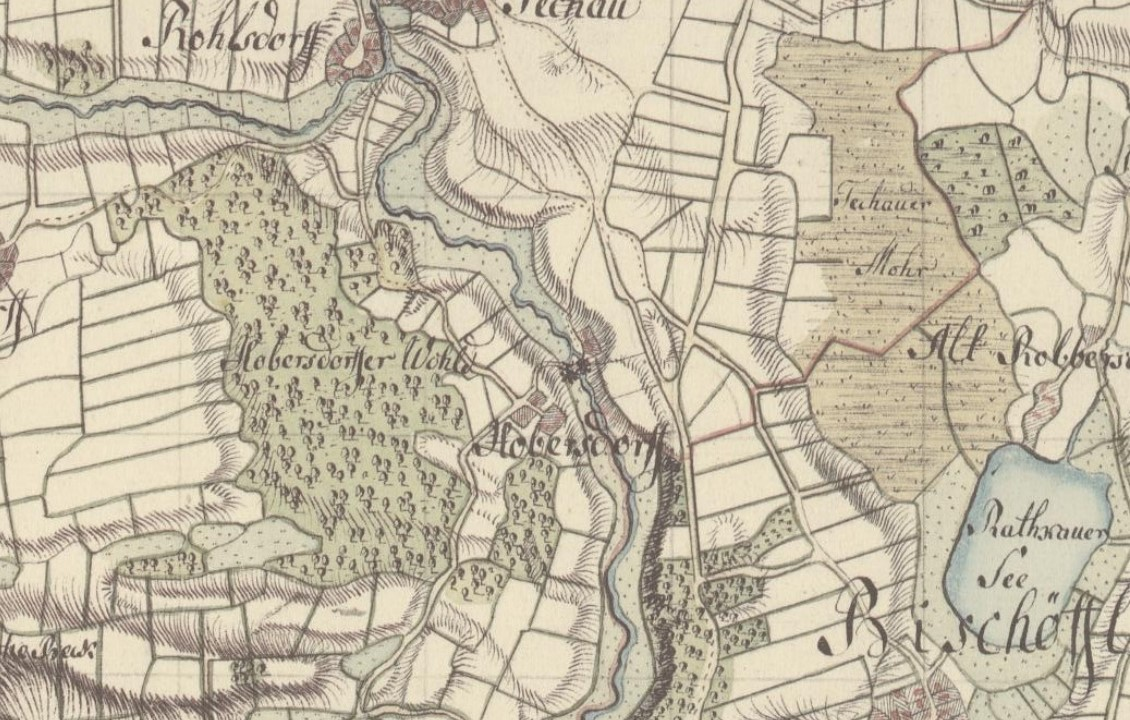
Bild 2ː Hobbersdorfer Gehege auf der Varendorfschen Karte um 1800

Das FFH-Gebiet Hobbersdorfer Gehege und Brammersöhlen ist ein NATURA 2000-Schutzgebiet in Schleswig-Holstein im Kreis Ostholstein in den Gemeinden Ratekau, Stockelsdorf und Bad Schwartau. Es besteht aus zwei räumlich getrennten Teilgebieten, die sich westlich des Fließgewässers Schwartau zwischen dem Stockelsdorfer Ortsteil Horsdorf im Westen und dem Ratekauer Ortsteil Hobbersdorf im Osten befinden. Der größere Teil besteht aus dem Hobbersdorfer Gehege im Westen und dem kleinere Teil Brammersöhlen im Südosten. Beide sind durch die Pariner Straße in Hobbersdorf getrennt.
Es hat eine Größe von 167 Hektar. Seine größte Ausdehnung liegt mit 2,3 Kilometer in Nordwestrichtung. Das FFH-Gebiet liegt im Naturraum „Ahrensböker Endmoränengebiet“ (Landschafts-ID 70210) in der Haupteinheit „Ostholsteinisches Hügelland“. Diese ist wiederum Teil der Naturräumlichen Großregion 2. Ordnung Schleswig-Holsteinisches Hügelland. Es liegt geologisch in leicht hügeligem Gelände auf einer Grundmoräne der Weichsel-Kaltzeit. Die höchste Erhebung mit 44 Meter über Normalhöhennull (NHN) liegt an der Südwestspitze des Hobbersdorfer Geheges. Der niedrigste Bereich liegt im Tal der Curauer Au an der Nordspitze mit 12 Meter über NHN, siehe auch Karte 1. Das FFH-Gebiet ist fast vollständig mit Laubwald bedeckt. Bei den Wäldern Hobbersdorfer Gehege und Brammersöhlen handelt es sich um  historische Waldstandorte, die bereits auf der Karte des dänischen Majors Gustav Adolf von Varendorf vom Ende des achtzehnten Jahrhunderts verzeichnet sind, siehe Bild 2.  Am Ostrand befand sich im neunzehnten Jahrhundert eine Ziegelei. Der Untergrund besteht hier aus Geschiebelehm. Das FFH-Gebiet befindet sich fast vollständig im Eigentum der Schleswig-Holsteinischen Landesforsten AöR (SHLF); lediglich ein kleiner Teil ist Privatwald oder im Gemeindeeigentum. Damit ist weitgehend sichergestellt, dass die Handlungsgrundsätze der SHLF für Natura-2000-Schutzgebiete zur Anwendung kommen.
Das FFH-Gebiet liegt im Gebiet des Wasser- und Bodenverbandes Schwartau. Die westliche Hälfte des FFH-Gebietes wird durch einen Bach entwässert, der das FFH-Gebiet von Süd nach Nord durchfließt und von weiteren Bächen gespeist wird. Er mündet unweit der Nordspitze des FFH-Gebietes in das Fließgewässer Curauer Au, einem linken Nebenfluss der Schwartau. Die Osthälfte entwässert direkt in die Schwartau.

## FFH-Gebietsgeschichte und Naturschutzumgebung
Der NATURA 2000-Standard-Datenbogen (SDB) für dieses FFH-Gebiet wurde im Mai 2004 vom Landesamt für Landwirtschaft, Umwelt und ländliche Räume (LLUR) des Landes Schleswig-Holstein erstellt, im September 2004 als Gebiet von gemeinschaftlicher Bedeutung (GGB) vorgeschlagen, im November 2007 von der EU als GGB bestätigt und im Januar 2010 national nach § 32 Absatz 2 bis 4 BNatSchG in Verbindung mit § 23 LNatSchG als besonderes Erhaltungsgebiet (BEG) bestätigt. Der SDB wurde zuletzt im Mai 2017 aktualisiert. Der Managementplan (MP) für das FFH-Gebiet wurde am August 2010 veröffentlicht.
Das FFH-Gebiet grenzt im Norden und im Südosten an das FFH-Gebiet Schwartautal und Curauer Moor und im Südwesten an das am 15. August 1956 errichtete Landschaftsschutzgebiet (LSG) Schwartauer Waldungen. Das FFH-Gebiet liegt vollständig in einem Schwerpunktraum des landesweiten Biotopverbundsystems. Zwei größere und fünf kleinere Areale sind als Naturwald ausgewiesen und damit jeglicher Nutzung entzogen (Stand März 2024). Mit der Gebietsbetreuung des FFH-Gebietes nach § 20 LNatSchG wurde durch das LLUR noch keine Institution beauftragt (Stand März 2024). Da es sich hier um einen Staatsforst des Landes Schleswig-Holstein handelt, ist in der Regel die Forstverwaltung auch gleichzeitig der Gebietsbetreuer und wird als solcher nicht in der Betreuerliste geführt.

## FFH-Erhaltungsgegenstand

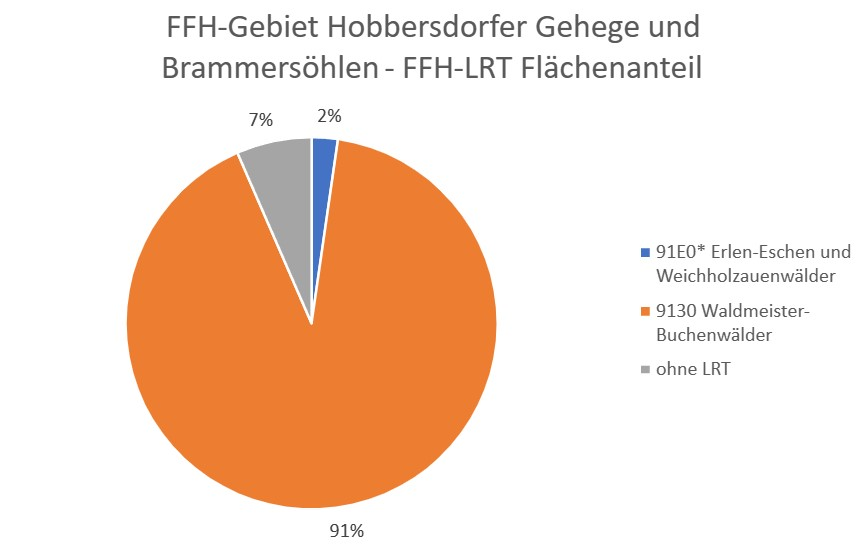
Diagramm 1ː Flächenanteil der FFH-Lebensraumtypen im FFH-Gebiet Hobbersdorfer Gehege und Brammersöhlen

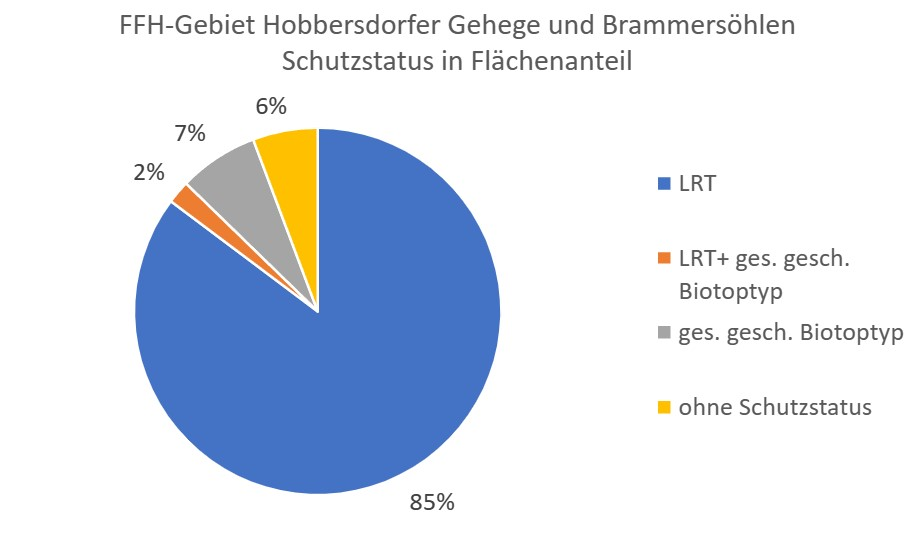
Diagramm 2ː Schutzstatus des FFH-Gebietes Hobbersdorfer Gehege und Brammersöhlen laut Biotopkartierung

Laut Standard-Datenbogen vom Mai 2017 sind folgende FFH-Lebensraumtypen (LRT) und Arten als FFH-Erhaltungsgegenstände mit den entsprechenden Beurteilungen zum Erhaltungszustand der Umweltbehörde der Europäischen Union gemeldet worden (Gebräuchliche Kurzbezeichnung (BfN)):
FFH-Lebensraumtypen nach Anhang I der EU-Richtlinie:
- 9130 Waldmeister-Buchenwälder (Gesamtbeurteilung B)[18]
- 91E0* Erlen-Eschen- und Weichholzauenwälder (Gesamtbeurteilung C)[19]

Arten gemäß Artikel 4 der Richtlinie 2009/147/EG und Anhang II der Richtlinie 92/43/EWG und diesbezügliche Beurteilung des Gebiets:
- A238 Mittelspecht (Leiopicus medius) (Keine Gesamtbeurteilung)[21]

Gut zwei Drittel der FFH-Gebietsfläche ist mit FFH-Lebensraumtypen der Wälder bedeckt, siehe auch Diagramm 1. Der Rest besteht weitgehend aus Nutzwäldern mit Nadelholzbeständen.
In den Jahren 2018 und 2019 wurde die letzte Nachkartierung der FFH-Lebensraum- und Biotoptypen im FFH-Gebiet durchgeführt (Stand April 2024). Danach sind knapp drei Viertel der gesamten FFH-Gebietsfläche entweder mit FFH-Lebensraumtypen oder mit gesetzlich geschützten Biotoptypen bedeckt, siehe Diagramm 2. Bei den gesetzlich geschützten Biotopen handelt es sich im Wesentlichen um sonstige Klein- und Stillgewässer und Sumpfwald.

## FFH-Erhaltungsziele
Aus den oben aufgeführten FFH-Erhaltungsgegenständen werden als FFH-Erhaltungsziele von besonderer Bedeutung die Erhaltung folgender Lebensraumtypen im FFH-Gebiet vom Ministerium für Energiewende, Landwirtschaft, Umwelt und ländliche Räume des Landes Schleswig-Holstein erklärt:
- 9130 Waldmeister-Buchenwälder
- 91E0* Erlen-Eschen- und Weichholzauenwälder

Damit wurden bis auf den Mittelspecht alle im FFH-Gebiet vorhandene FFH-Erhaltungsgegenstände zu FFH-Erhaltungszielen erklärt.

## FFH-Analyse und Bewertung
Das Kapitel FFH-Analyse und Bewertung im Managementplan beschäftigt sich unter anderem mit den aktuellen Gegebenheiten des FFH-Gebietes und den Hindernissen bei der Erhaltung und Weiterentwicklung der FFH-Lebensraumtypen und Arten. Die Ergebnisse fließen in den FFH-Maßnahmenkatalog ein. Der LRT 9130 Waldmeister-Buchenwälder hat im SDB eine gute Gesamtbewertung zugesprochen bekommen, der LRT 1E0* Erlen-Eschen- und Weichholzauenwälder nicht. Damit haben die Flächen, die mit FFH-Lebensraumtypen bedeckt sind, mehrheitlich eine gute Gesamtbewertung bekommen, siehe Diagramm 3. Im Zweiten Weltkrieg und unmittelbar danach wurde die Hälfte des Baumbestandes gefällt. Dies geschah schwerpunktmäßig in der nördlichen Hälfte. Deshalb gibt es dort keine alten Bäume. Drainagen und Verrohrungen wurden stillgelegt. Dadurch hat sich der Grundwasserstand wie beabsichtigt erhöht.

## FFH-Maßnahmenkatalog
Der FFH-Maßnahmenkatalog im Managementplan führt neben den bereits durchgeführten Maßnahmen geplante Maßnahmen zur Erhaltung und Entwicklung der FFH-Lebensraumtypen im FFH-Gebiet an. Laut Managementplan wurden bisher Amphibiengewässer angelegt und die Nadelholzbestände verringert. Mit der Einhaltung der Handlungsgrundsätze der SHLF für Natura-2000-Schutzgebiete ist sichergestellt, dass die Einhaltung des Verschlechterungsverbotes gegeben ist. Wie in anderen FFH-Gebieten üblich, wurden in diesem Fall weder eine Maßnahmenkarte noch Maßnahmenblätter veröffentlicht (Stand 15. April 2024).
Schwerpunkt der Maßnahmen sind der Waldumbau. Hierbei werden standortfremde Baumarten wie Nadelbäume durch Laubbäume ersetzt. Der Schutz der Naturwaldflächen soll durch Einstellung der Wegepflege verbessert werden. Der Anteil an liegendem und stehendem Totholz und die Anzahl an Habitatbäumen soll erhöht werden, um die Artenvielfalt zu stärken.

## FFH-Erfolgskontrolle und Monitoring der Maßnahmen

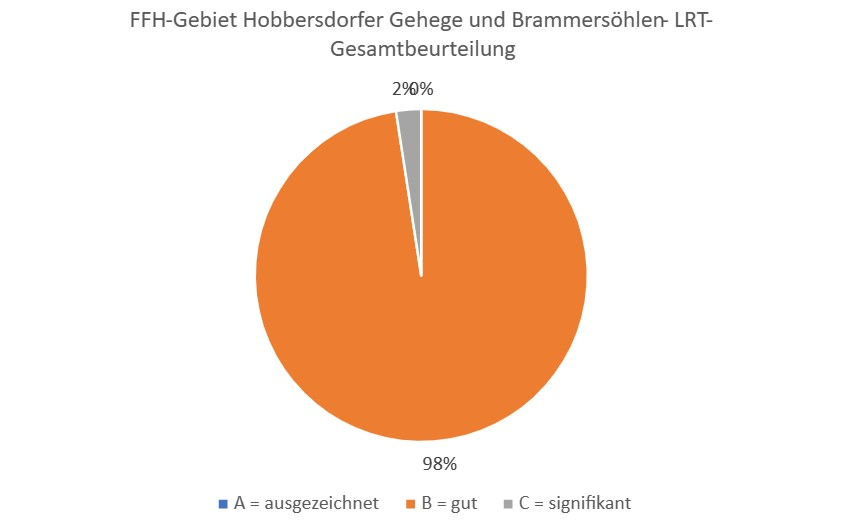
Diagramm 3ː Gesamtbeurteilung der FFH-Lebensraumtypen im FFH-Gebiet Hobbersdorfer Gehege und Bremmersöhlen

Eine FFH-Erfolgskontrolle und Monitoring der Maßnahmen findet in Schleswig-Holstein alle sechs Jahre statt. Die Ergebnisse des letzten externen Monitorings wurden am 27. Oktober 2009 veröffentlicht (Stand März 2024).